# وزارة الاقتصاد (أذربيجان)
وزارة الاقتصاد في جمهورية أذربيجان (بالأذرية: Azərbaycan Respublikasının İqtisadiyyat Nazirliyi) هي السلطة التنفيذية المركزية التي تشكل وتنفذ سياسة الدولة في مجال التنمية الاجتماعية والاقتصادية، بما في ذلك الاقتصاد الكلي، والتجارة، وجذب الاستثمارات، وتطوير روح المبادرة، وخصخصة وإدارة ممتلكات الدولة، وتقييد الاحتكارات وتطوير المنافسة.
وقد أنشئت وزارة التنمية الاقتصادية والتجارة في جمهورية أذربيجان بموجب مرسوم الرئيس حيدر علييف المؤرخ 30 أبريل 2001، رقم 475. وزير الاقتصاد لجمهورية أذربيجان ميكاييل جباروف منذ 23 أكتوبر 2019.

## عن الوزارة
وزارة التنمية الاقتصادية هي المسؤولة عن تطوير السياسة الاقتصادية والتنبؤات الاقتصادية والاجتماعية لجمهورية أذربيجان، وتطوير مختلف مجالات الاقتصاد، بما في ذلك الصناعة والهيكلية والابتكار في اقتصاد البلاد، والنشاط الاستثماري، وجذب وتشجيع الاستثمار، وتنمية روح المبادرة، هي الهيئة التنفيذية المركزية التي تنفذ سياسة الدولة وتنظيم المنافسة والتنمية والترويج والقضاء على المنافسة غير المشروعة وحماية حقوق المستهلك والتجارة الداخلية والعلاقات الاقتصادية والتجارية الأجنبية والتنمية الاجتماعية والاقتصادية للمناطق والإسكان والخدمات المجتمعية. في 22 أكتوبر 2013، تم إنشاء وزارة الاقتصاد والصناعة في جمهورية أذربيجان على أساس من وزارة التنمية الاقتصادية في جمهورية أذربيجان.أنشئت وزارة الاقتصاد في جمهورية أذربيجان على أساس وزارة الاقتصاد والصناعة في جمهورية أذربيجان بموجب مرسوم رئيس جمهورية أذربيجان المؤرخ 15 يناير 2016.وفي الوقت الراهن، وزير الاقتصاد في الجمهورية هو شاهين مصطفيف.

## اتجاهات نشاط الوزارة
وتعمل الوزارة في الاتجاهات التالية:
- وتطور سياسة الدولة في مجال التنمية الاقتصادية والاجتماعية للبلد وتضمن التنفيذ مع الهيئات الحكومية ذات الصلة؛
- وتطور سياسة الدولة في مجال الصناعة وتضمن التنفيذ مع الهيئات الحكومية ذات الصلة؛
- وتشارك في تطوير سياسة الدولة في الإدارة العامة والمالية، بما في ذلك الميزانية والضرائب والنقدية والعملات الأجنبية، والخدمات المصرفية، والتأمين، وسوق الأوراق المالية، والتعريفة السعرية وغيرها من المناطق؛
- وتطور وتنفذ سياسة الدولة في إنشاء وتشغيل المجمعات الصناعية والمناطق الاقتصادية الخاصة؛
- تتخذ التدابير التي ينص عليها القانون لتنفيذ المشاريع الاستثمارية وفقا لنموذج «إدارة - نقل - نقل» مرافق التشييد والبنى التحتية التي يحددها القانون؛
- وتطور سياسة الدولة في مجال تنمية روح المبادرة ودعم الدولة لريادة الأعمال وتضمن التنفيذ مع الهيئات الحكومية ذات الصلة؛
- وتطور وتنفذ سياسة الدولة في مجال حماية المنافسة وتعزيزها وتعزيزها، بما في ذلك القضاء على المنافسة غير المشروعة في البلد؛
- تطوير وتنفيذ سياسة الدولة في مجال حماية حقوق المستهلكين وجودة السلع الاستهلاكية (الأعمال والخدمات) جنبا إلى جنب مع الهيئات الحكومية ذات الصلة؛
- وتطور وتنفذ سياسة الدولة في مجال التجارة الداخلية، *السوق الاستهلاكية والخدمة مع الهيئات الحكومية ذات وإعداد وتنفيذ سياسة الدولة في مجال التنمية وتنظيم العلاقات الاقتصادية الخارجية وأنشطة التجارة الخارجية مع الهيئات الحكومية ذات الصلة؛
- وتطور وتنفذ سياسة الدولة في مجال التنمية الاجتماعية والاقتصادية للمناطق مع الهيئات الحكومية ذات الصلة؛
- وتطور وتنفذ سياسة الدولة في مجال الإسكان والخدمات المجتمعية مع الهيئات الحكومية ذات الصلة؛
- إعداد توقعات التنمية الاقتصادية والاجتماعية للبلد؛
- وتنفذ التنبؤات الاقتصادية الكلية، وتشارك في دعم الإيرادات والمصروفات للدولة والميزانيات الموحدة؛
- وتطور السياسة الهيكلية والابتكارية في اقتصاد البلد وتنفذ بالاشتراك مع الهيئات الحكومية ذات الصلة؛